# Kurzia borneensis
Kurzia borneensis là một loài Rêu trong họ Lepidoziaceae. Loài này được Mizut. mô tả khoa học đầu tiên năm 1974.